# Virbia distincta
Virbia distincta là một loài bướm đêm thuộc phân họ Arctiinae, họ Erebidae.